# القيادة التشغيلية الشاملة
القيادة التشغيلية الشاملة تم تأسيسها في 29 أبريل 2019م بعد تفجيرات عيد الفصح في سريلانكا التي تمت يوم الأحد 21 أبريل. القيادة التشغيلية الشاملة تضم تحت قيادتها جميع وحدات الجيش السريلانكي والبحرية السريلانكية والقوات الجوية السريلانكية وشرطة سريلانكا داخل المقاطعة الغربية ومقاطعة بوتالام. وتنضوي تحت قيادة رئيس أركان الدفاع السريلنكي. تم تعيين اللواء ساثابريا لياناج قائد قوات الأمن الغربي كأول قائد عمليات عام، مع اللواء أدميرال.